# فرودگاه ایالتی تکتی
فرودگاه ایالتی تکتی  (به انگلیسی: Toketee State Airport) یک فرودگاه همگانی است که یک باند فرود خاک دارد و طول باند آن ۱۶۳۱ متر است. این فرودگاه در کشور ایالات متحده آمریکا قرار دارد و در ارتفاع ۱۰۲۴ متری از سطح دریا واقع شده است.